# Elecciones provinciales de Los Ríos de 2023
Las elecciones provinciales de Los Ríos de 2023 hacen referencia al proceso electoral que se llevó a cabo el 5 de febrero de dicho año con el fin de designar a las autoridades locales para el período 2023-2027. Se eligió a un prefecto y viceprefecto en binomio electoral.

## Preparación
La elección de las autoridades locales que se posesionarán el 14 de mayo de 2023 comenzó su preparación con la definición del plan operativo y del presupuesto inicial de las Elecciones seccionales será de 109 300 000 dólares, aprobado por el Consejo Nacional Electoral (CNE), El monto es 29% menor al destinado por el órgano electoral en las  elecciones seccionales de 2019.

### Precandidaturas Retiradas

#### Prefecto
| Lista | Logo                      | Partido / Movimiento        | Precandidato a la prefectura | Razón                      | Ref   |
| ----- | ------------------------- | --------------------------- | ---------------------------- | -------------------------- | ----- |
| 8     |                           | Avanza                      | Sonia Palacios Velásquez     | Decisión Personal          | [ 2 ] |
| 33    |                           | Movimiento Renovación Total | Kharla Chávez Bajaña         | Endosa a Humberto Alvarado | [ 3 ] |
| 33    | Patricio Urrutia Espinoza | Movimiento Renovación Total |                              | Endosa a Humberto Alvarado | [ 3 ] |

#### Viceprefecto
| Lista | Logo | Partido / Movimiento                                                    | Precandidato a la Viceprefectura | Razón                           | Ref   |
| ----- | ---- | ----------------------------------------------------------------------- | -------------------------------- | ------------------------------- | ----- |
| 12 18 |      | Machete y Garabato Conformado por: - Izquierda Democrática - Pachakutik | Cecilia Bricio                   | Alianza escoge a otro candidato | [ 4 ] |

## Candidaturas
| Lista                    | Logo | Partido / Movimiento | Prefecto                  | Cargos Previos                       | Viceprefecto              | Ref           |
| ------------------------ | ---- | --- | ------------------------- | ------------------------------------ | ------------------------- | ------------- |
| 1 3 4 17 20 21 23 25 100 |      | Unidos por Los Ríos Conformado por: - Centro Democrático - Partido Sociedad Patriótica - Pueblo, Igualdad y Democracia - Partido Socialista Ecuatoriano - Movimiento Democracia Sí - Movimiento CREO - Partido SUMA - Movimiento Construye - Movimiento Crecer | Eduardo Mendoza Palma     | Alcalde de Buena Fé (2014-2022)      | Nirvana Torres Berruz     | [ 5 ] [ 6 ]   |
| 5 33                     |      | Revolución Ciudadana Movimiento Renovación Total | Humberto Alvarado Espinel | Asambleísta por Los Ríos (2021-2022) | Araí Chávez Bajaña        | [ 5 ]         |
| 6                        |      | Partido Social Cristiano | Johnny Terán Salcedo      | Prefecto de Los Ríos (desde 2019)    | Mayra Díaz Sandoya        | [ 5 ] [ 7 ]   |
| 8                        |      | Avanza | Vanesa León Caceres       | Abogada                              | Silvio Menéndez Matamoros | [ 8 ] [ 9 ]   |
| 12 18                    |      | Machete y Garabato Conformado por: - Izquierda Democrática - Pachakutik | Leandro Ullón Rodríguez   | Alcalde de Mocache (2009-2019)       | Rosalyn León Placencio    | [ 10 ] [ 11 ] |

### Apoyos partidistas
En esta lista se muestra todos los movimientos provinciales, cantonales y parroquiales que se encuentran habilitados por el Consejo Nacional Electoral (Ecuador) en donde los mismos expresaron públicamente su apoyo partidista a las candidaturas a la prefectura de Los Ríos.
| Lista | Partido                                         | Coalición                                                          | Candidatos Provinciales      | Candidatos Provinciales      |
| Lista | Partido                                         | Coalición                                                          | Prefecto                     | Viceprefecto                 |
| ----- | ----------------------------------------------- | ------------------------------------------------------------------ | ---------------------------- | ---------------------------- |
| 1     | Centro Democrático                              | Unidos por Los Ríos                                                | Eduardo Mendoza Palma        | Nirvana Torres Berruz        |
| 3     | Partido Sociedad Patriótica                     | Unidos por Los Ríos                                                | Eduardo Mendoza Palma        | Nirvana Torres Berruz        |
| 4     | Pueblo, Igualdad y Democracia                   | Unidos por Los Ríos                                                | Eduardo Mendoza Palma        | Nirvana Torres Berruz        |
| 17    | Partido Socialista Ecuatoriano                  | Unidos por Los Ríos                                                | Eduardo Mendoza Palma        | Nirvana Torres Berruz        |
| 20    | Movimiento Democracia Sí                        | Unidos por Los Ríos                                                | Eduardo Mendoza Palma        | Nirvana Torres Berruz        |
| 21    | Movimiento CREO                                 | Unidos por Los Ríos                                                | Eduardo Mendoza Palma        | Nirvana Torres Berruz        |
| 23    | Partido SUMA                                    | Unidos por Los Ríos                                                | Eduardo Mendoza Palma        | Nirvana Torres Berruz        |
| 25    | Movimiento Construye                            | Unidos por Los Ríos                                                | Eduardo Mendoza Palma        | Nirvana Torres Berruz        |
| 100   | Movimiento Crecer                               | Unidos por Los Ríos                                                | Eduardo Mendoza Palma        | Nirvana Torres Berruz        |
| 5     | Revolución Ciudadana                            | RC-RETO                                                            | Humberto Alvarado Espinel    | Araí Chávez Bajaña           |
| 33    | Movimiento Renovación Total                     | RC-RETO                                                            | Humberto Alvarado Espinel    | Araí Chávez Bajaña           |
| 6     | Partido Social Cristiano                        | Sin Alianza Provincial                                             | Johnny Terán Salcedo         | Mayra Díaz Sandoya           |
| 16    | Movimiento AMIGO                                | Participa en Alianza Cantonal (Puebloviejo, Mocache, Baba, Vinces) | Johnny Terán Salcedo         | Mayra Díaz Sandoya           |
| 101   | Movimiento Renovador Babahoyense                | Participa en Alianza Cantonal (Babahoyo)                           | Johnny Terán Salcedo         | Mayra Díaz Sandoya           |
| 107   | Movimiento Pensemos en Grande                   | Participa en Alianza Cantonal (Quevedo)                            | Johnny Terán Salcedo         | Mayra Díaz Sandoya           |
| 8     | Avanza                                          | Sin Alianza                                                        | Vanesa León Caceres          | Silvio Menendez Matamoros    |
| 12    | Izquierda Democrática                           | Machete y Garabato                                                 | Leandro Ullón Rodríguez      | Rosalyn León Placencio       |
| 18    | Pachakutik                                      | Machete y Garabato                                                 | Leandro Ullón Rodríguez      | Rosalyn León Placencio       |
| 2     | Movimiento Unidad Popular                       | No Participa                                                       | No apoya a ningún candidato. | No apoya a ningún candidato. |
| 35    | Movimiento MOVER                                | No Participa                                                       | No apoya a ningún candidato. | No apoya a ningún candidato. |
| 102   | Movimiento Ganadero Baba                        | Movimiento Cantonal No Participa                                   | No apoya a ningún candidato. | No apoya a ningún candidato. |
| 103   | Movimiento de Integración y Orientación         | Movimiento Cantonal No Participa                                   | No apoya a ningún candidato. | No apoya a ningún candidato. |
| 104   | Movimiento de Integración Cantonal Quinsalomeño | Movimiento Cantonal No Participa                                   | No apoya a ningún candidato. | No apoya a ningún candidato. |
| 105   | Movimiento Unidos Venceremos                    | Movimiento Cantonal No Participa                                   | No apoya a ningún candidato. | No apoya a ningún candidato. |
| 106   | Movimiento Unidad Democrática Ciudadana         | Movimiento Cantonal No Participa                                   | No apoya a ningún candidato. | No apoya a ningún candidato. |
| 120   | Movimiento Juventud, Solidaridad y Cambio       | Movimiento Cantonal No Participa                                   | No apoya a ningún candidato. | No apoya a ningún candidato. |

## Sondeos de intención de voto
| Fecha      | Fuente            | Muestra | Error (%) | Johnny Terán Salcedo | Eduardo Mendoza Palma | Humberto Alvarado Espinel | Vanesa León Cáceres | Leandro Ullón Rodríguez | Nulo | Blanco |
| ---------- | ----------------- | ------- | --------- | -------------------- | --------------------- | ------------------------- | ------------------- | ----------------------- | ---- | ------ |
| 03/01/2023 | Consult Marketing | -       | -         | 54%                  | 17%                   | 16%                       | 8%                  | 5%                      | 0%   | 0%     |

## Resultados

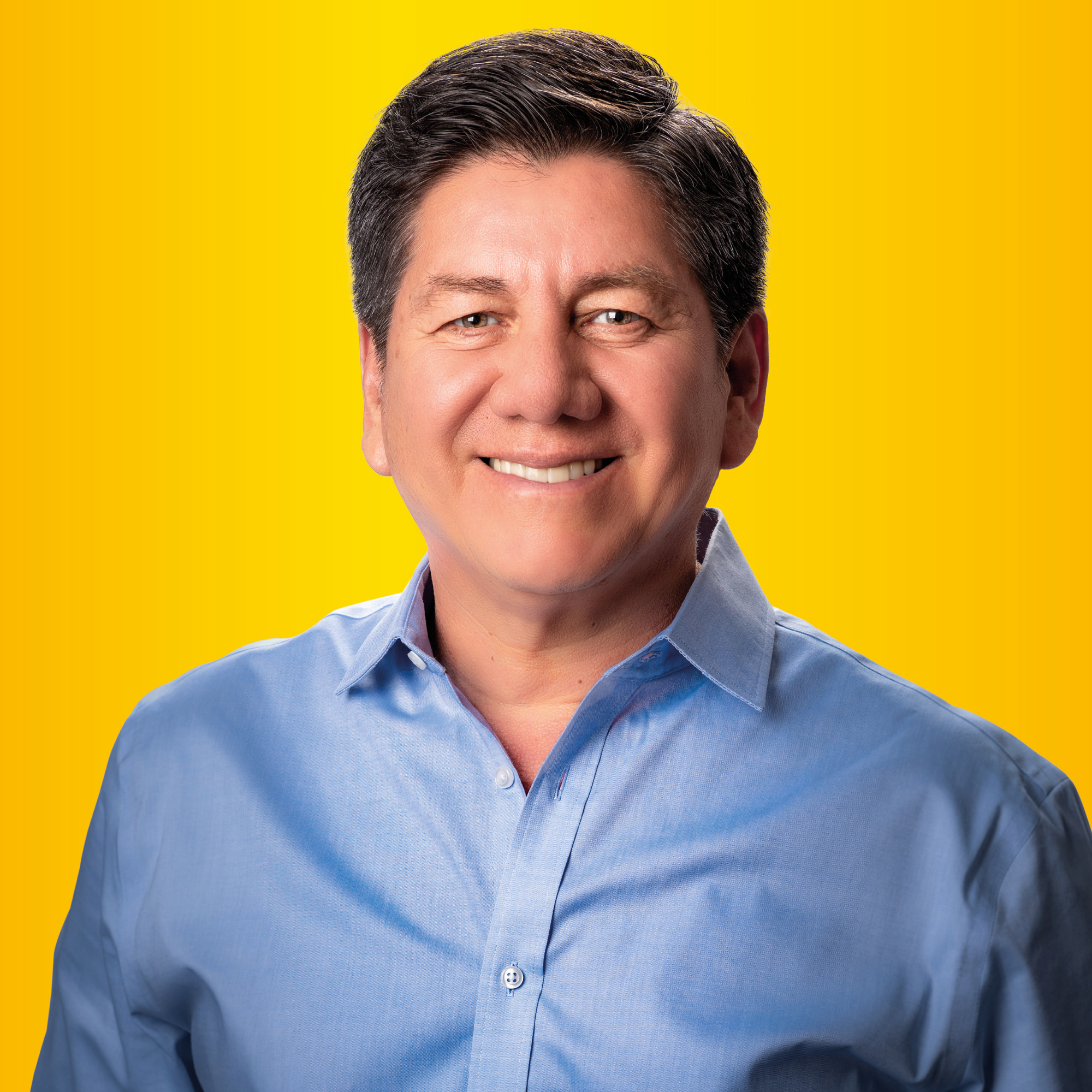
Johnny Terán, Prefecto de Los Ríos reelecto.

|  | 37.70 % |

|  | 32.12 % |

|  | 24.55 % |

|  | 3.01 % |

|  | 2.62 % |

|  | 100 % |

### Resultado por Cantón
|  | 43.80 % |

|  | 22.69 % |

|  | 20.25 % |

|  | 12.05 % |

|  | 1.21 % |

|  | 43.44 % |

|  | 27.82 % |

|  | 25.07 % |

|  | 2.03 % |

|  | 1.63 % |

|  | 20.79 % |

|  | 54.67 % |

|  | 22.53 % |

|  | 0.90 % |

|  | 1.11 % |

|  | 19.68 % |

|  | 24.47 % |

|  | 31.64 % |

|  | 6.57 % |

|  | 17.64 % |

|  | 39.36 % |

|  | 37.13 % |

|  | 10.82 % |

|  | 9.33 % |

|  | 3.36 % |

|  | 39.32 % |

|  | 13.33 % |

|  | 29.28 % |

|  | 9.44 % |

|  | 8.64 % |

|  | 57.26 % |

|  | 18.79 % |

|  | 20.96 % |

|  | 1.22 % |

|  | 1.77 % |

|  | 23.72 % |

|  | 40.86 % |

|  | 30.87 % |

|  | 2.17 % |

|  | 2.38 % |

|  | 51.39 % |

|  | 24.20 % |

|  | 9.74 % |

|  | 13.54 % |

|  | 1.13 % |

|  | 47.76 % |

|  | 38.81 % |

|  | 10.85 % |

|  | 0.87 % |

|  | 1.71 % |

|  | 24.76 % |

|  | 28.17 % |

|  | 45.44 % |

|  | 0.71 % |

|  | 0.93 % |

|  | 56.31 % |

|  | 14.94 % |

|  | 24.83 % |

|  | 2.05 % |

|  | 1.86 % |

|  | 54.46 % |

|  | 32.72 % |

|  | 10.63 % |

|  | 0.90 % |

|  | 1.29 % |